# Кубок СССР по современному пятиборью среди женщин 1990
III Кубок СССР по современному пятиборью среди женщин проводился в Москве с 28 января по 1 февраля 1990 года. На турнире награды разыгрывались в лично-командном первенстве и эстафете. В соревновании приняли участие 2 мастера спорта СССР международного класса, 8 мастеров спорта и 19 кандидатов в мастера спорта.
Главный судья соревнований — судья всесоюзной категории В. М. Козарь, главный секретарь — Т. А. Ильина.
На турнир приехали все сильнейшие пятиборки Советского Союза. Члены сборной команды СССР Жанна Горленко и Инна Шухавцова (Белоруссия) не смогли выступать из-за травм.
Так же стоить отметить первое выступление на взрослом турнире 15-летней москвички Елизаветы Суворовой.
Обладателем Кубка СССР по современному пятиборью среди женщин стала москвичка Марина Колонина, второе место завоевала Елена Городкова, впервые норматив «Мастер спорта СССР» и третье место у Татьяны Литвиновой.
Марина Колонина, Татьяна Литвинова и Елена Городкова тренируются в СДЮШОР по современному пятиборью и конному спорту, которая расположена на ОУСЦ «Планерная» (Московская область, Химки). Тренеры: заслуженный мастер спорта СССР, олимпийский чемпион Минеев Виктор Александрович; мастера спорта СССР Карташов Алексей и Миронов Сергей.
Команда воспитанников ОУСЦ «Планерная» в составе: Колониной Марины, Литвиновой Татьяны и Болдиной Екатерины стала обладателем Кубка СССР в эстафете.

## Личное первенство
Всего для участия в турнире было заявлено 28 участниц. Светлана Добротворская (ВС, Рига) по болезни была снята с соревнований. 4 спортсменки выступали только в личном первенстве.
По решению судейской коллегии к соревнованию была допущена Ольга Пашко (1971 г.р.), которая выступала в троеборье (стрельба, плавание и бег).
- Фехтование.

28 января 1990 г. Зал конно-спортивного комплекса «Битца».
Соревнования по фехтованию проводились в два круга. Каждая пятиборка должна была провести 52 поединка на один укол.
С отличным результатом 1063 очка (39 побед) фехтование выиграла Светлана Султанова (Уфа, Профсоюзы).
- Плавание.

29 января 1990 г. КСК «Битца». Соревнования прошли сразу по двум видам плаванию и стрельбе.
Плавание.
25 метровый бассейн. Дистанция 200 м.
| Место | Спортсмен                     | Время  | Очки |
| ----- | ----------------------------- | ------ | ---- |
| 1.    | Е. Болдина Профсоюзы-2        | 2.18,1 | 1176 |
| 2.    | Нерода Т. (ВС-2)              | 2.18,3 | 1176 |
| 3.    | Султанова С. (Профсоюзы-2)    | 2.18,6 | 1172 |
| 4.    | Баулина И. (СА-2)             | 2.19,6 | 1164 |
| 5.    | Чернецкая Т. (СА-1)           | 2.19,6 | 1164 |
| 6.    | Пашко О. (троеборье лично)    | 2.21,5 | 1148 |
| 7.    | Кулькова О. (Динамо-2)        | 2.21,7 | 1148 |
| 8.    | Краснова И. (Профсоюзы лично) | 2.22,0 | 1144 |
| 9.    | Краснова С. (Профсоюзы лично) | 2.22,7 | 1140 |
| 10.   | Воронович О. (СА-2)           | 2.23,8 | 1132 |

## Стрельба
29 января 1990 г. Тир КСК «Битца».
Спортсменкам после плавания был предоставлен один час отдыха.
| Место | Спортсмен                     | Результат | Очки |
| ----- | ----------------------------- | --------- | ---- |
| 1.    | О. Петропавловская СА-1       | 194       | 1180 |
| 2.    | Доренко Т. (Профсоюзы-1)      | 194       | 1180 |
| 3.    | Якунина Н. (Профсоюзы-лично)  | 191       | 1135 |
| 4.    | Городкова Е. (Профсоюзы-1)    | 190       | 1120 |
| 5.    | Краснова И. (Профсоюзы-лично) | 189       | 1105 |
| 6.    | Литвинова Т. (Профсоюзы-2)    | 189       | 1105 |
| 7.    | Гордеева К. (Динамо-1)        | 188       | 1090 |
| 8.    | Пытина Н. (Динамо-2)          | 188 (-2)  | 1060 |
| 9.    | Султанова С. (Профсоюзы-2)    | 186       | 1060 |
| 10.   | Колонина М. (Профсоюзы-2)     | 185       | 1045 |

## Бег
30 января 1990 г. Соревнования по бегу и конкуру прошли в один день.
Легкоатлетический манеж имени В. Куца (ЦСКА). Дистанция 2000 м.
Заместитель главного судьи по бегу — судья республиканской категории В. В. Чумаченко.
| Место | Спортсмен                     | Время  | Очки |
| ----- | ----------------------------- | ------ | ---- |
| 1.    | Е. Болдина (Профсоюзы-2)      | 6.37,0 | 1315 |
| 2.    | Колонина М. (Профсоюзы-2)     | 6.42,0 | 1290 |
| 3.    | Краснова И. (Профсоюзы-лично) | 6.45,0 | 1275 |
| 4.    | Нерода Т. (СА-2)              | 6.49,0 | 1255 |
| 5.    | Городкова Е. (Профсоюзы-1)    | 6.49,0 | 1255 |
| 6.    | Баранова Н. (Профсоюзы-лично) | 6.51,0 | 1245 |
| 7.    | Воронович О. (СА-2)           | 6.53,0 | 1235 |
| 8.    | Биккинина Р. (Профсоюзы-1)    | 6.53,0 | 1255 |
| 9.    | Петропавловская О. (СА-1)     | 6.57,0 | 1215 |
| 10.   | Доренко Т. (Профсоюзы-1)      | 6.58,0 | 1210 |
| 11.   | Загорюк Е. (СА-2)             | 6.59,0 | 1205 |
| 12.   | Суворова Е. (Динамо-2)        | 7.00,0 | 1200 |

Турнирное положение после 4-х видов.
После 4-х видов пятиборья уверенно лидировала спортсменка из Уфы Светлана Султанова. Второе место занимала чемпионка СССР 1988 года Екатерина Болдина, выигравшая плавание и бег, третья — Елена Городкова. Только четвертая шла мастер спорта международного класса Марина Колонина.
В командном первенстве с большим отрывом первое место занимала команда Профсоюзы-2.
- Личное первенство.

| Место | Спортсмен                     | Очки  |
| ----- | ----------------------------- | ----- |
| 1.    | Султанова С. (Профсоюзы-2)    | 4 445 |
| 2.    | Е. Болдина (Профсоюзы-2)      | 4 377 |
| 3.    | Городкова Е. (Профсоюзы-1)    | 4 322 |
| 4.    | Колонина М. (Профсоюзы-2)     | 4 318 |
| 5.    | Гордеева К. (Динамо-1)        | 4 264 |
| 6.    | Доренко Т. (Профсоюзы-1)      | 4 256 |
| 7.    | Литвинова Т. (Профсоюзы-2)    | 4 245 |
| 8.    | Краснова И. (Профсоюзы-лично) | 4 209 |
| 9.    | Петропавловская О. (СА-1)     | 4 158 |
| 10.   | Чернецкая Т. (СА-1)           | 4 151 |
| 11.   | Биккинина Р. (Профсоюзы-1)    | 4 139 |
| 12.   | Алешина Л. (Профсоюзы-1)      | 4 137 |

- Командный зачет.

| Место | Команда           | Спортсмен                            | Очки |
| ----- | ----------------- | ------------------------------------ | ---- |
| 1.    | Профсоюзы-2       | Султанова С. Болдина Е. Колонина М.  |      |
| 2.    | Профсоюзы-1       | Городкова Е. Доренко Т. Биккинина Р. |      |
| 3.    | Советская Армия-2 | Нерода Т. Баулина И. Кулькова Е.     |      |
| 4.    | Динамо-1          | Момот Л. Тиминская Е. Гордеева К.    |      |

## Верховая езда
30 января 1990 года. КСК «Битца», Москва.
К соревновании по конкуру было допущено 24 пятиборки. Спортсменки принимали старт на лошадях, которые они получили после жеребьевки. Было проведено 2 гита.
Зам. главного судьи по верховой езде — судья всесоюзной категории Э. С. Сдобников.
В пятиборье конкур является тяжелым испытанием и своеобразной лотереей. Многое зависит от степени подготовленности лошади, удачной жеребьевки. Удачное выступление в верховой езде дает хорошие шансы на призовые места, а плохое выступление перечеркивает все надежды. Так и получилось.
Максимальный результат 1100 очков никому из спортсменок не покорился. Всего из 24 участниц больше тысячи очков набрали всего 4 спортсменки. Лидеры турнира Султанова и Болдина, получили по жеребьевке не очень хороших лошадей, не справились с конкуром и получили низкие очки.
Верховая езда.
| Место | Спортсмен                     | Кличка лошади | Время         | Очки |
| ----- | ----------------------------- | ------------- | ------------- | ---- |
| 1.    | Литвинова Т. (Профсоюзы-2)    | Герцог        | 1.40,8        | 1070 |
| 2.    | Колонина М. (Профсоюзы-2)     | Сезон         | 1.34,1        | 1040 |
| 3.    | Алешина Л. (Профсоюзы-1)      | Герцог        | 1.34,8        | 1040 |
| 4.    | Городкова Е. (Профсоюзы-1)    | Пилот         | 1.48,5        | 1028 |
| 5.    | Момот Л. (Динамо-1)           | Свист         | 2.01,1        | 1002 |
| 6.    | Гордеева К. (Динамо-1)        | Гекс          | 1.37,4        | 980  |
| 7.    | Баулина И. (СА-2)             | Манифест      | 1.55,2        | 964  |
| 8.    | Биккинина Р. (Профсоюзы-1)    | Чибис         | 1.34,2        | 950  |
| 9.    | Кулькова Е. (Динамо-2)        | Гекс          | 2.11,0        | 934  |
| 10.   | Чернецкая Т. (СА-1)           | Эсхил         | 1.56,9        | 932  |
| 11.   | Нерода Т. (СА-2)              | Чибис         | 1.30,0        | 890  |
| 12.   | Дорнко Т. (Профсоюзы-1)       | Манифест      | 2.03,1        | 888  |
| 13.   | Тиминская Е. (Динамо-1)       | Пилот         | 2.35,8        | 834  |
| 14.   | Суворова Е. (Динамо-2)        | Алмак         | 2.32,8        | 770  |
| 15.   | Петропавловская О. (СА-1)     | Тол           | 2.29,6        | 716  |
| 16.   | Рябцева М. (Динамо-1)         | Сезон         | 3.12,0        | 652  |
| 17.   | Краснова И. (Профсоюзы-лично) | Перон         | 2.39,4        | 616  |
| 18.   | Загорюк Е. (СА-2)             | Перон         | 2.51,6        | 542  |
| 19.   | Власенко С. (СА-1)            | Аризон        | 3.08,9        | 468  |
| 20.   | Болдина Е. (Профсоюзы-2)      | Аризон        | 3.10,6        | 414  |
| 21.   | Султанова С. (Профсоюзы-2)    | Алмак         | 3.13,2        | 308  |
| 22.   | Пытина М. (Динамо-2)          | Тол           | двойное время | 0    |
| 23.   | Воронович О. (СА-2)           | Тол           | двойное время | 0    |
| 24.   | Лавренко Н. (Динамо-2)        | Гарсан        | двойное время | 0    |

## Итоги соревнований
- Итоговая таблица. Личное первенство.

| Место | Спортсмен             | Спортивное общество                          | Год рождения | Спортивное звание | Фехтование | Плавание    | Стрельба | Бег        | Конкур | Сумма |
| ----- | --------------------- | -------------------------------------------- | ------------ | ----------------- | ---------- | ----------- | -------- | ---------- | ------ | ----- |
| 1.    | Колонина Марина       | Москва, «Профсоюзы»                          | 1970         | МСМК              | 31/895     | 2:29.0/1088 | 185/1045 | 6.42/1290  | 1040   | 5358  |
| 2.    | Городкова Елена       | Москва, «Профсоюзы»                          | 1971         | КМС               | 31/895     | 2:33.8/1052 | 190/1120 | 6.49/11255 | 1040   | 5350  |
| 3.    | Литвинова Татьяна     | Москва, «Профсоюзы»                          | 1967         | МС                | 31/895     | 2.30,2/1080 | 189/1105 | 7.07/1165  | 1070   | 5315  |
| 4.    | Королина Гордеева     | Ростов-на-Дону, «Динамо-1»                   | 1964         | МС                | 35/979     | 2.25,4/1120 | 188/1090 | 7.25/1075  | 980    | 5244  |
| 5.    | Роза Биккинина        | Киргизская ССР Фрунзе, «Профсоюзы-1»         | 1968         | МС                | 31/895     | 2.32,2/1064 | 185/1045 | 6.53/1235  | 950    | 5189  |
| 6.    | Любовь Алешина        | Москва, «Профсоюзы-1»                        | 1967         | КМС               | 28/832     | 2.27,7/1100 | 183/1015 | 7.02/1190  | 1040   | 5177  |
| 7.    | Татьяна Доренко       | Украинская ССР, Ворошиловград, «Профсоюзы-1» | 1968         | МС                | 26/790     | 2.30,5/1076 | 194/956  | 6.58/1210  | 888    | 5144  |
| 8.    | Ирина Баулина         | Москва, «Вооруженные Силы-2»                 | 1970         | КМС               | 28/832     | 2.19,6/1164 | 172/850  | 7.06/1170  | 964    | 4980  |
| 9.    | Елена Кулькова        | «Динамо-2»                                   | 1971         | КМС               | 26/790     | 2.21,7/1148 | 172/850  | 7.08/1160  | 934    | 4882  |
| 10.   | Ольга Петропавловская | Москва, «Вооруженные Силы-1»                 | 1963         | МС                | 27/811     | 2.46,2/952  | 194/1180 | 6.57/1215  | 716    | 4874  |
| 11.   | Ирина Краснова        | Москва «Профсоюзы-лично»                     | 1973         | КМС               | 21/685     | 2.22,0/1144 | 189/1105 | 6.45/1275  | 616    | 4825  |
| 12.   | Екатерина Болдина     | Москва, «Профсоюзы-2»                        | 1969         | МС                | 32/916     | 2.18,1/1176 | 180/970  | 6.37/1315  | 414    | 4791  |
| 13.   | Свелана Султанова     | Уфа «Профсоюзы-2»                            | 1967         | МС                | 39/1063    | 2.18,6/1176 | 186/1060 | 7.10/1150  | 308    | 4753  |
| 14.   | Татьяна Нерода        | Львов, «Вооруженные Силы-2»                  | 1972         | КМС               | 19/643     | 2.18,3/1176 | 166/760  | 6.49/1255  | 890    | 4724  |
| 15.   | Елена Тиминская       | Москва, «Динамо-1»                           | 1973         | КМС               | 19/643     | 2.34,8/1044 | 183/1015 | 7.09/1155  | 834    | 4691  |
| 16.   | Лариса Момот          | Москва «Динамо-1»                            | 1973         | КМС               | 17/601     | 2.28,0/1096 | 175/895  | 7.33/1035  | 1002   | 4629  |
| 17.   | Елизавета Суворова    | Москва, «Динамо-2»                           | 1975         | КМС               | 20/664     | 2.38,8/1012 | 180/970  | 7.00/1200  | 770    | 4616  |

| Дисциплина        | Золото                                 | Серебро                                | Бронза                                   |
| Личное первенство | Марина Колонина · Москва · Профсоюзы-2 | Елена Городкова · Москва · Профсоюзы-1 | Татьяна Литвинова · Москва · Профсоюзы-2 |

## Командное первенство
В командном турнире старт приняли 6 команд, по две от каждого общества: Профсоюзы, Динамо и Вооруженные Силы. Результат команд в фехтовании складывался без учета результатов спортсменок участвующих только в личном первенстве.
| Место | Спортивное общество, город | Спортсмен                                            | Сумма очков |
| ----- | -------------------------- | ---------------------------------------------------- | ----------- |
| 1.    | Профсоюзы-1                | Елена Городкова Любовь Алешина Роза Биккинина        | 15 614      |
| 2.    | Профсоюзы-2                | Татьяна Литвинова Светлана Султанова Марина Колонина | 15 237      |
| 3.    | Динамо-1                   | Любовь Момот Королина Гордеева Тиминская Елена       | 14 477      |

## Эстафета
| Место | Спортивное общество, город | Спортсмен                                           | Сумма очков |
| ----- | -------------------------- | --------------------------------------------------- | ----------- |
| 1.    | Профсоюзы, Москва          | Марина Колонина Татьяна Литвинова Екатерина Болдина | 4343        |
| 2.    | Динамо                     | Елена Кулькова Елена Тиминская Наталья Пытина       | 3927        |
| 3.    | Вооруженные Силы           | Татьяна Чернецкая Светлана Власенко Ирина Баулина   | 3440        |